# Colworth House
Colworth House es una mansión del siglo XVIII situada en una zona de grandes parques junto al pueblo de Sharnbrook en Bedfordshire. El edificio actual fue iniciado en 1715 por Mark Antonie, un acaudalado hombre de negocios hecho a sí mismo con aspiraciones a ser parte de la nobleza terrateniente.  El entorno circundante, rico en restos arqueológicos, ha estado poblado desde tiempos prehistóricos. Es un edificio protegido, catalogado con el Grado II*.

## Historia
A mediados del siglo XIX, la mansión perteneció al astrónomo John Lee (1783–1866), que la había heredado de su tío materno, el político y miembro del parlamemto británico William Lee Antonie (1764-1815).
La casa y sus extensos terrenos eran propiedad de Henry Mond, 2.º Barón Melchett (1898–1949), cuando fueron adquiridos por el grupo Unilever en noviembre de 1947. La empresa restauró el edificio, convirtiéndolo en la sede de un laboratorio de investigacíon inaugurado en 1950. Unilever llegó a emplear allí hasta 1750 personas durante la década de 1970, construyendo varios laboratorios alrededor del parque central.
Tras diversas operaciones inmobiliarias, sigue operando como un parque empresarial dedicado a actividades científicas. 
Numerosos hallazgos de arqueólogos aficionados llevaron al descubrimiento de una villa romana con una granja en un campo adyacente a la propiedad.